# SC Schlesien Breslau
Maillots
Le Sport-Club Schlesien Breslau, plus couramment abrégé en SC Schlesien Breslau, est un ancien club allemand de football fondé en 1901 puis disparu en 1934, et basé dans la ville Breslau dans la province de Basse-Silésie (aujourd'hui Wrocław dans la voïvodie de Basse-Silésie).
Le club joue ses matchs à domicile au Sportplatz Kleinburg.

## Histoire
Le club est issu d'une scission avec le club du SV Blitz 1897 Breslau en 1901. Il évolue alors au Sportplatz Kleinburg, dans le quartier de Kleinburg (aujourd'hui Borek dans l'arrondissement de Krzyki).
Il devient champion de Breslau en 1904, ce qui le qualifie pour la phase finale du Championnat d'Allemagne 1904-05. Il remporte son premier match du 1er tour contre l'Alemannia Cottbus (de), mais abandonne lors du tour suivant contre le MFC Victoria 1896 en raison des frais trop élevés de déplacement.
Lors de la saison suivante, le club s'incline 7-1 lors de son premier match contre le BFC Hertha 92. En 1906-07, le club s'incline à nouveau au 1er tour contre le BFC Viktoria 1889 (défaite 2-1).
En 1924, le club fusionne avec le FC Rapid Breslau pour former le SC Schlesien 1901-Rapid Breslau, avant de retrouver son nom d'antan en 1929.
En 1934, le club disparait définitivement en fusionnant avec le SV Blitz 1897 Breslau pour devenir le VfR Schlesien 1897 Breslau.

## Palmarès
| Compétitions nationales |
| --- |
| - Championnat d'Allemagne du Sud-Est (1) : - Champion : 1906-07. - Championnat de Breslau (3) : - Champion : 1903-04, 1904-05, 1905-06, 1906-07 et 1920-21. |

## Galerie

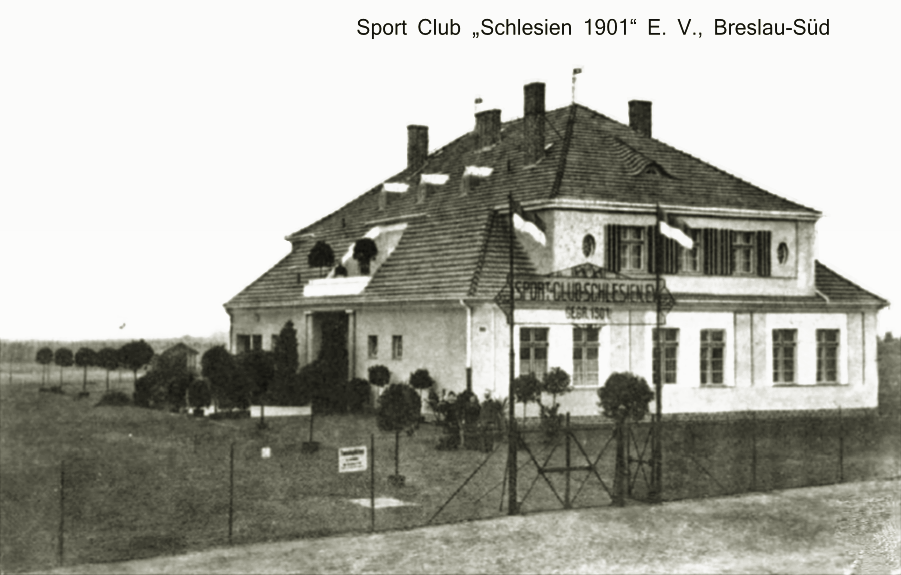
Le siège du club en 1927